# Los intocables de Elliot Mouse
Los intocables de Elliot Mouse es una serie de animación para televisión emitida entre los años 1996 y 1997. Fue creada por BRB Internacional y producida por Antena 3 TV y CLT UFA.
La serie está basada en la persona de Eliot Ness, un tesorero de la ciudad de Chicago que intentó llevar la ley seca a las calles, junto con un grupo de policías que se hicieron llamar Los intocables. Su principal objetivo era atrapar a Al Capone, un temido mafiosos que controlaba la ciudad bajo amenazas y sobornos. En 1987 el director de cine Brian De Palma llevó a la gran pantalla esta historia de mafias. La serie Los intocables de Elliot Mouse narra en tono de comedia y parodia esta historia. En ella veremos como Elliot Mouse un ratón detective, de la ciudad de Cheesecago, trata de detener a Al Catone, ya que éste se ha adueñado del contrabando de queso.

## Personajes
- Elliot Mouse: es el mejor detective de la Costa Oeste y se le asigna la difícil misión de detener a Al Catone. Es un detective listo, inteligente y muy aplicado. Sabe cómo resolver todos los casos, detener a todos los mafiosos y sobre todo llevar la justicia a las calles.
- Al Catone: es el mafioso de la ciudad de Cheesecago. Tiene a toda la ciudad controlada bajo el miedo y el terror. Además controla el negocio del queso en la ciudad y lo vende a costes exorbitantes.
- Deborah: es la cantante más sensual de la ciudad, trabaja en un club nocturno de la ciudad y está profundamente enamorada de Elliot
- Gordon: fiel seguidor de Elliot. Es un policía muy fuerte. Su gran debilidad es su estómago, el cual siempre le exige estar comiendo algo, si hambre no tiene fin.
- Mr.Wilson: es el cerebro de Los Intocables. Siempre va un paso por delante de los mafiosos y sabe cómo resolver los problemas sin usar la violencia.
- Jack: es el cuarto y último integrante del grupo policial. Es un policía de la vieja escuela y tiene muchas ganas de ver a Al Catone tras las rejas.
- Rat Nitti: es la mano derecha de Al Catone. Su único objetivo es obedecer a su jefe y llevar a cabo sus fechorías.

## Lista de episodios
01. Cheesecago: ciudad sin ley
02. El botín de Moony
03. Los primeros golpes
04. La ruta del queso
05. Doble o nada
06. El soplón
07. Un día en las carreras
08. Ma Wilson
09. Atraco perfecto
10. Más dura será la caída
11. La Starlette
12. El expreso de Cheesecago
13. La fuga de Alcatraz
14. La trampa
15. La ley del silencio
16. Como el perro y el gato
17. El enemigo público
18. El regalo de Santa Mouse
19. Un botín por los aires
20. La escuela del crimen
21. Con las horas contadas
22. El robo del Armstrong 326
23. Gemas y diamantes
24. Mientras la ciudad duerme
25. El secuestro
26. Cuestión de impuestos